# Florian Znaniecki

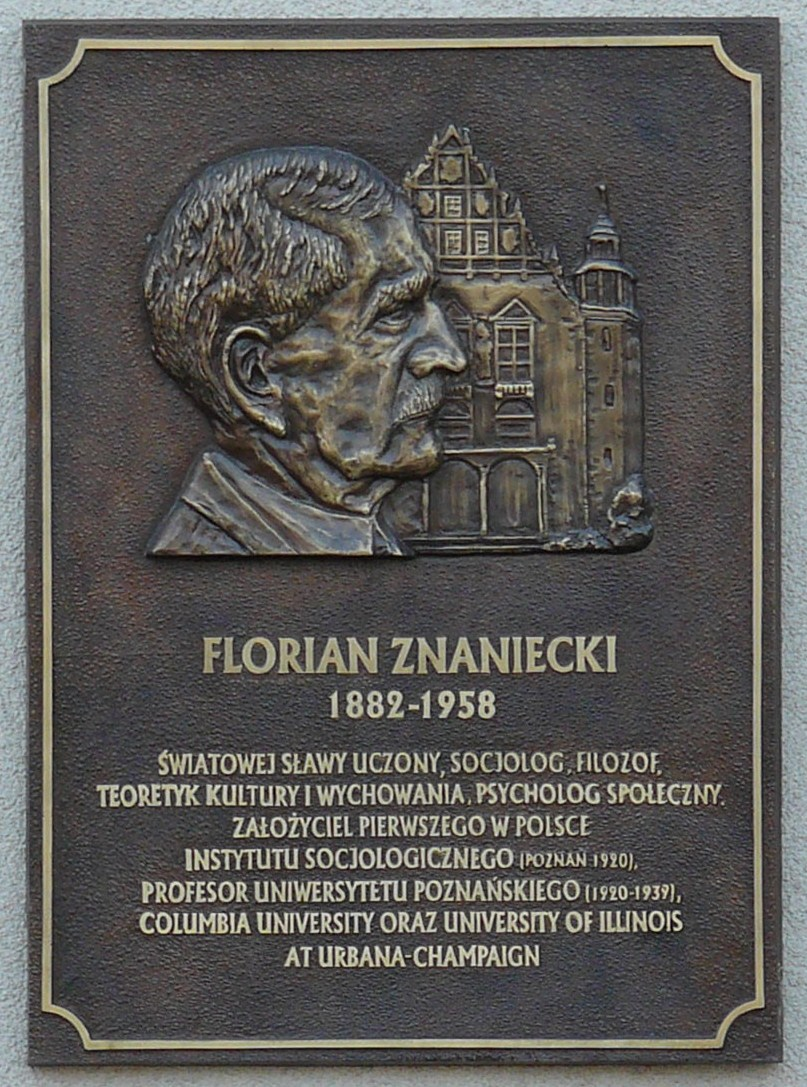
Tablica na Collegium Znanieckiego

Florian Witold Znaniecki h. Krzywda (ur. 15 stycznia 1882 w Świątnikach, zm. 23 marca 1958 w Urbana) – polski filozof i socjolog. Twórca polskiej socjologii akademickiej, współtwórca (z Williamem Thomasem) metody biograficznej w socjologii. Jego prace są znane w świecie, szczególnie w USA, gdzie mieszkał i pracował przez wiele lat.
Był jednym z głównych przedstawicieli socjologii humanistycznej. Międzynarodową sławę przyniosła mu praca napisana wspólnie z Williamem Thomasem – Chłop polski w Europie i Ameryce. Znaniecki wysunął postulat rozpatrywania zjawisk społecznych jako aktualnego lub potencjalnego przedmiotu czyichś czynności (zasada współczynnika humanistycznego). Zgodnie z tym postulatem socjolog powinien patrzeć na rzeczywistość „oczyma jej uczestników” (podejście subiektywne), nie zaś „absolutnego obserwatora” (podejście obiektywne). Znaniecki jako jeden z pierwszych socjologów zastosował metodę badania dokumentów osobistych, takich jak autobiografie, listy czy pamiętniki, w ten sposób analizował polskich emigrantów, przebywających w Stanach Zjednoczonych.

## Życiorys
Urodził się w Świątnikach koło Włocławka w rodzinie Znanieckich h. Krzywda. Syn Leona Znanieckiego, administratora majątku Świątniki i Amelii z domu Holtz. Pierwszymi nauczycielami Znanieckiego i jego sióstr byli guwernerzy, którzy koncentrowali się na nauce języków. Następnie Znaniecki kontynuował naukę w gimnazjach w Częstochowie i w Warszawie. W młodości pisał poezję i dramaty, jednym z nich był wydany w 1903 Cheops. Jego wiersz „Do Prometeusza” został opublikowany w antologii z 1900 roku; jednakże ani on sam w starszym wieku, ani krytycy literaccy, nie uznali jego dzieł za wybitne. W latach 1902–1903 studiował filozofię i socjologię na Cesarskim Uniwersytecie Warszawskim, skąd w 1903 został relegowany przez władze rosyjskie za udział w studenckich protestach przeciwko ograniczaniu swobód akademickich. Pod groźbą zaciągnięcia do armii rosyjskiej emigrował do Szwajcarii w 1904 i kontynuował studia na uniwersytetach w Genewie, Zurychu oraz Paryżu (w Sorbonie), gdzie miał okazję poznać tak wybitnych naukowców jak Henri Bergson czy Émile Durkheim. W tym okresie przez krótki okres pełnił funkcję redaktora we francuskojęzycznym magazynie literackim „Nice Illustrée”, sfałszował swoją śmierć, służył w Algierii w oddziale armii francuskiej, pracował na pchlim targu, na farmie, w podróżującym cyrku oraz jako bibliotekarz w Polskim Muzeum w miejscowości Rapperswil w Szwajcarii.

### Wczesna kariera w Polsce
W latach 1909–1910 zakończył studia na krakowskim Uniwersytecie Jagiellońskim, uzyskując tam stopień doktora (tytuł jego pracy doktorskiej brzmiał: Zagadnienie wartości w filozofii). Promotorem pracy został Maurycy Straszewski. Rozpoczyna się okres filozoficzny w rozwoju intelektualnym Znanieckiego. Publikuje w 1912 pracę Humanizm i poznanie, tłumaczy Ewolucję twórczą Bergsona, publikuje artykuły Etyka filozoficzna a nauka o wartościach moralnych oraz Studia nad filozofią i elementy rzeczywistości praktycznej. Rok później opublikował tłumaczenie Ewolucji twórczej Henriego Bergsona oraz esej Znaczenie rozwoju świata i człowieka. W roku 1914 światło ujrzały eseje Formy i zasady twórczości moralnej i Zasada względności jako podstawa filozofii. Jego dzieła opublikowane w Polsce zostały dobrze przyjęte przez polskie grupy inteligencji.
W związku ze swoim zaangażowaniem politycznym w przeszłości nie mógł uzyskać żadnego stanowiska na jakimkolwiek znaczącym uniwersytecie. Od 1912 do 1914 wykładał na Wyższych Kursach Pedagogicznych dla Kobiet. Podczas swoich studiów pracował w kilku europejskich instytucjach zajmujących się polskimi imigrantami; swoje doświadczenie zdobywał angażując się w działalność warszawskiego Towarzystwa Opieki nad Wychodźcami, gdzie pracował od 1910 do 1914. W 1911 został dyrektorem Towarzystwa (do 1912) oraz redaktorem magazynu wydawanego przez organizację, Wychodźca Polski. Znaniecki został uznanym ekspertem do spraw imigracji Polaków, wydając w 1914 raport sporządzony dla ówczesnego rządu, Wychodźtwo Sezonowe. W 1911 publikuje artykuły Statystyka wychodźstwa oraz Wychodźstwo a położenie ludności wiejskiej zarobkującej w Królestwie Polskim.

### Praca z Williamem Thomasem
W 1913 poznał Williama Thomasa, amerykańskiego socjologa, który zaprosił Znanieckiego do współpracy w USA. W 1914, w dzień przed wybuchem pierwszej wojny światowej, przybył on do Chicago i spędził tam pięć lat, podejmując pracę z Thomasem nad dziełem Chłop polski w Europie i Ameryce jako asystent. Współpraca z Thomasem zdecydowała o przekierowaniu zainteresowań Znanieckiego na socjologię. W latach 1917–1919 wykładał na tamtejszym uniwersytecie. W połowie roku 1919 przeniósł się do Nowego Jorku razem z Thomasem, który stracił pracę z powodu rzekomego skandalu. W tym samym roku wydaje na rynku amerykańskim pierwszą książkę Rzeczywistość kulturową, będącą syntezą jego ogólnej myśli filozoficznej. W Nowym Jorku Znaniecki zajmował się wraz z Thomasem badaniem na temat amerykanizacji imigrantów zleconym przez Carnegie Corporation. Współpracował również z Thomasem nad jego dziełem Old World Traits Transplanted, a także opublikował pojedynczy anonimowy artykuł na ten temat w lutym 1920 w Atlantic Monthly.

### Założenie polskiej szkoły socjologicznej
W 1919 Znaniecki skontaktował się z nowo powstałym Ministerstwem Religii i Edukacji w niepodległym rządzie proponując, że może powrócić do ojczyzny jeśli ministerstwo zapewni mu posadę na polskim uniwersytecie. Zasugerował stworzenie nowego Instytutu Socjologii, jednak przez biurokrację i opóźnienia w komunikacji pomysł ten został odłożony na przyszłość. W zamian zaproponowane mu zostało stanowisko profesora filozofii na niedawno stworzonym Uniwersytecie im. Adama Mickiewicza w Poznaniu.
W 1920 powrócił do ojczyzny, gdzie utworzono dla niego Katedrę Filozofii na Uniwersytecie Poznańskim, przekształconą na Katedrę Socjologii i Filozofii Kultury. W tym samym roku założył Polskie Towarzystwo Socjologiczne (piątą najstarszą tego typu organizację w Europie), które w 1930 rozpoczęło wydawanie czasopisma „Przegląd Socjologiczny”, ze Znanieckim w roli redaktora naczelnego w latach 1930–1939. W 1927 utworzył Instytut Socjologii na Uniwersytecie Poznańskim. W 1939 zorganizował pierwszą akademicką konferencję naukową poświęconą socjologii.

### Późna kariera w Stanach Zjednoczonych
Przez cały czas pobytu w Polsce Znaniecki współpracował z socjologami amerykańskimi, w latach 1931–1933 przyjeżdżał do Nowego Jorku na wykłady w Columbia University. W lecie 1939 roku wyjechał na kolejny wykład, ale do Polski już nie powrócił ze względu na wybuch II wojny światowej. Jego zaplanowana podróż do Polski została tym samym skrócona do Wielkiej Brytanii. W dalszym ciągu zastanawiał się nad powrotem do ojczyzny, gdzie pozostała jego żona i córka, jednak biorąc pod uwagę niemiecką okupację powrócił do Stanów w 1940. Jego żona i córka dołączyły do niego po krótkim pobycie w obozie koncentracyjnym.
Do 1940 wykładał w Nowym Jorku, a od tego roku zamieszkał w Urbana-Champaign (stan Illinois); w 1942 z pomocą amerykańskich współpracowników został obywatelem USA i profesorem socjologii na University of Illinois. W okresie rządów komunistycznych w Polsce odmówił objęcia posady na Uniwersytecie im. Adama Mickiewicza. W 1950 przeszedł na emeryturę.
Był członkiem założycielem Polskiego Towarzystwa Naukowego na Obczyźnie. W latach 1953–1954 przewodniczył Amerykańskiemu Towarzystwu Socjologicznemu. Jego odczyt „Podstawowe problemy współczesnej socjologii” został opublikowany w American Sociological Review.
Zmarł 23 marca 1958 w Urbana-Champaign, Illinois. Powodem śmierci była miażdżyca. Pogrzeb odbył się 26 marca na cmentarzu Roselawn Champaign.

## Życie prywatne
Był dwukrotnie żonaty: w 1906 z Emilią Szwejkowską (ich synem był pisarz i poeta Juliusz Znaniecki), a w 1916 z Eileen Markley (ich córką była profesor socjologii Helena Znaniecka Lopata).

## Ordery i odznaczenia
- Krzyż Komandorski Orderu Odrodzenia Polski (11 listopada 1934)[16]

## Wpływ
Polski socjolog i historyk idei Jerzy Szacki uważa, że główne dziedzictwo Znanieckiego zawiera: założenie szkoły socjologicznej w Polsce, własny wkład w socjologię empirystyczną oraz teorię socjologiczną. Twierdzi również, że Znaniecki dążył do zapełnienia różnych luk: między socjologią empirystyczną a teoretycznym podejściem, między obiektywnością a subiektywnością, między humanistycznym a naturalistycznym poglądem oraz między amerykańską i polską tradycją naukową.
Szacki opisuje, że podczas gdy teoretyczny wkład Znanieckiego był konsekwentnie dominowany przez funkcjonalistyczne podejście Talcotta Parsona, to Znaniecki zaproponował najbardziej ambitną teorię socjologiczną znaną Ameryce przed Parsonem.

## Koncepcje socjologiczne Znanieckiego

### Socjologia empirystyczna
Wkład Znanieckiego w socjologię empirystyczną rozpoczął się pod wpływem Thomasa. Chłop polski w Europie i Ameryce (1918–1920), dzieło składające się z pięciu tomów i powstałe we współpracy z Thomasem, jest uważane za klasyk socjologii empirystycznej. Jest badaniem Polaków jako imigrantów w Ameryce na podstawie osobistych dokumentów. Praca stanowi kamień milowy w badaniu zjawiska amerykanizacji – opisuje, jak Polacy „stawali się” Amerykanami.
Dzieło reprezentuje najbardziej doceniony wkład Znanieckiego w rozwój socjologii empirystycznej. Większość pozostałych prac autora koncentruje się na teorii, pomijając jako wyjątek Miasto w świadomości jego obywateli z 1931 roku.

### Socjologia: teoria i definicja
Najważniejszym elementem teorii socjologicznej Znanieckiego jest jego pogląd na nauki społeczne jako pole naukowe znacząco różniące się swoim charakterem od nauk ścisłych. Znaniecki definiuje socjologię jako badanie czynów społecznych. Metodologia zalecana przez niego do badań socjologicznych to indukcja analityczna: analiza typowych przypadków i formułowanie na ich podstawie generalizacji.
Teorie Znanieckiego stanowią dużą część teorii czynów społecznych, a jego prace są podstawą socjologii rozumianej humanistycznie. Kolejnym pojęciem wprowadzonym przez badacza jest socjologia systematyczna. Próbował stworzyć wielką teorię socjologiczną wypełniającą lukę pomiędzy socjologią empirystyczną i podejściami bardziej teoretycznymi.
Znaniecki krytykował rozpowszechnioną ówcześnie definicję socjologii jako nauki o społeczeństwie. W jego kulturalistycznej perspektywie socjologia jest badaniem kultury (nie jest jednak jedyną nauką, która zajmuje się kulturą). Jego definicja socjologii została opisana jako „nauka o kulturze, której funkcją jest badanie systemów interakcji społecznych bazując na wzorcach wartości i norm zachowań poprzez posługiwanie się współczynnikiem humanistycznym”, lub prościej, „badanie zorganizowanych, współzależnych interakcji pomiędzy ludźmi”. Część kultury, na której skupia się socjologia, to stosunki społeczne lub interakcje.
Znaniecki upatrywał w kulturze obszaru oddzielnego od natury, ale także od postrzegań indywidualnych jednostek. Esencją kultury są byty skonstruowane społecznie. Był jednym z pierwszych socjologów, którzy w ramach badań analizowali osobiste dokumenty takie jak listy, autobiografie i pamiętniki. Uważał taką formę prowadzenia pracy badawczej jako istotną część metodologii współczynnika humanistycznego.
Znaniecki widział w socjologii obiektywną, indukcyjną i generalizującą naukę. Według Szackiego, Znaniecki uważał socjologię za nomotetyczną naukę, która powinna być w stanie używać metodologii podobnej do tej, którymi posługują się nauki ścisłe (aczkolwiek córka Znanieckiego, Helena Znaniecka Lopata, w swoim wprowadzeniu do Relacji Społecznych i Roli Społecznych zaprzecza Szackiemu i argumentuje, że dla Znanieckiego socjologia była nauką „której obiekt zainteresowania wymagał metody innej od tej nauk ścisłych”). W 1934 sformułował zasadę indukcji analitycznej, zaprojektowaną do zidentyfikowania uniwersalnych twierdzeń i praw przyczynowych. Skontrastował ją z licznymi badaniami, dostarczyły jedynie przybliżoną korelację i nie mogły wykluczyć wyjątków od reguły na tle statystycznym. Znaniecki krytykował metodę statystyczną, której nie uważał za szczególnie przydatną.
Oprócz zainteresowania naukową teorią socjologii, Znaniecki był również zafascynowany szerokim obszarem socjologii nauki. Analizował role społeczne naukowców oraz koncept szkół naukowych.

### Cztery układy Znanieckiego
Według Znanieckiego, socjologia może zostać podzielona na badania czterech systemów społecznych: teorię czynów społecznych, teorię stosunków społecznych, teorię osobowości społecznych i teorię grup społecznych. Znaniecki uważał czyny społeczne za podstawę społeczeństwa, ponieważ to z nich powstają bardziej skomplikowane relacje. W przeciwieństwie do Maxa Webera, nie był przekonany, że wszystko sprowadza się do czynów społecznych; pozostawał również w dosyć sceptycznym stosunku wobec nauk psychologicznych.
Cztery główne układy społeczne, uporządkowane według wzrastającej złożoności:
- czyny społeczne lub czynności społeczne: najbardziej podstawowy fakt społeczny[13];
- stosunki społeczne: wymagają co najmniej dwóch osób i wzajemnego zobowiązania: badanie stosunków społecznych jest badaniem norm regulujących czyny społeczne[13];
- osoby społeczne lub osobowości społeczne: połączenie, które wyjawia się z pewnej liczby różnych ról społecznych, które spełnia jedna jednostka[13];
- grupa społeczna: jakakolwiek grupa rozpoznawalna jako pewna jedność; Znaniecki uważał społeczeństwo za grupę złożoną z grup, ale odrzucił jego pierwszeństwo w badaniach socjologicznych (podczas gdy większość uznawanych socjologów tego czasu wyrażała zdanie przeciwne)[13].

Podział na cztery kategorie opisany powyżej ujrzał światło w 1934 w pracy Metoda socjologiczna. Do 1958 Znaniecki dokonał rewizji poglądów, i w zamian wcześniejszego zaproponował podział na stosunki społeczne, role społeczne, grupy społeczne i społeczeństwa.

### Socjologia kultury
Znaniecki ukuł termin „współczynnik humanistyczny” jako metodę badań społecznych analizującą dane, które podkreślają własne odczucia uczestnika będącego badanym. Współczynnik humanistyczny widzi wszystkie fakty społeczne jako stworzone przez aktorów społecznych i tym samym są one rozumiane jedynie z ich perspektywy. Tak więc socjolog winien jest obserwować rzeczywistość, próbując zrozumieć, jak widzą tę rzeczywistość inni – nie jako obiektywny obserwator. Innymi słowami, badacz musi zrozumieć świat badanego przedmiotu lub jednostki. Podczas gdy niektórzy skrytykowali takie podejście jako zbyt bliskie subiektywizmowi, Znaniecki uważał je jako anty-subiektywne; zaobserwował, że fakty społeczne takie jak systemy kultur mogą istnieć nawet, gdy nikt nie jest w stanie ich dostrzec. Był także sceptyczny wobec jakichkolwiek osobistych spostrzeżeń, argumentując, że obserwacje te mogą mieć jakąkolwiek badawczą wartość jedynie opisane w zobiektywizowany sposób. Według niego różnica w naukach społecznych i ścisłych leży nie w różnicy na osi subiektywizm-obiektywizm, ale w badanym przedmiocie; dla Znanieckiego nauki ścisłe badały rzeczy, natomiast nauki społeczne – wartości kulturowe.
Znaniecki scharakteryzował świat jako utkwiony pomiędzy dwoma sposobami refleksji: idealizmem a realizmem. Zaproponował trzecią ścieżkę, którą nazwał „kulturalizmem”. Kulturalizm został jedną z wiodących idei współczesnych antypozytywistów oraz socjologii antynaturalnej. Pojęcie „culturalism” Znaniecki wprowadził do języka angielskiego w swoim dziele Cultural Reality (1919), i pomimo polskiego tłumaczenia jako „kulturalizm” autor rozważał także termin „humanizm”.
Elżbieta Hałas wskazuje na stopniową ewolucję socjologii kultury w dziełach Znanieckiego, od Cultural Reality (1919) do Cultural Sciences (1952). Wówczas Znaniecki zaczął ujmować porządek kulturowy jako „aksjonormatywny”, jako uniwersalny koncept obejmujący „relacje wśród wszystkich ludzkich czynów” oraz wartości do nich korespondujące. Hałas zauważa, że jego podejście pozostawało w mniejszości wśród badaczy w latach 1950', którzy w głównej mierze traktowali je jako typowo europejskie i niemożliwe do przełożenia na amerykańskie realia.

### Inne
W swoich pracach Znaniecki podejmował również problematykę socjologii miasta i wsi oraz konfliktów międzygrupowych. Obok Karla Mannheima i Maxa Schelera uważany jest za inicjatora socjologia wiedzy.

## Typologia osobowości
Znaniecki na podstawie badań określił następujące typy osobowości:
- człowiek zabawy – kształtuje się pod wpływem kręgu ludzi, którzy mają dużo czasu. Praca dla nich to zabawa. Najważniejsze jest przestrzeganie zasad gry.
- człowiek pracy – kształtował się wśród ludzi zajmujących się pracą fizyczną. Traktowali oni pracę jako źródło pieniędzy, środków do życia.
- człowiek dobrze wychowany – kształtował się wśród inteligencji.
- człowiek zboczeniec (dewiant) – czyli taki, który się wyróżnia od innych, niekoniecznie na minus, może to być także geniusz czy artysta.

## Publikacje
Pierwsze akademickie publikacje Znanieckiego z lat 1910' były głównie poświęcone filozofii – zwrot nastąpił w kolejnej dekadzie. Jego Cultural Reality (1919) była syntezą myśli filozoficznej, jednak to publikacja znacznie popularniejszego dzieła The Polish Peasant in Europe and America (1918–1920) w tym samym czasie na stałe związała jego nazwisko raczej z socjologią aniżeli filozofią. Jego wcześniejsze dzieła skupiały się na analizie kultury i zdecydowanie krytykowały główne zasady naturalizmu socjologicznego. Szacki zauważa zagadkową lukę w dorobku badawczym Znanieckiego: podczas gdy nie można mu odmówić oczytania i zaangażowania w ówczesne najnowsze teorie, zauważalnie zignorował on dzieła tak godnych uwagi socjologów jak Maxa Webera, Vilfredo Pareta i Talcotta Parsonsa. Z drugiej strony, jego prace znacząco wiązały się z takimi badaczami jak Williama I. Thomasa, Georga Simmela, Roberta E. Parka, czy Émile’a Durkheima.
Jego The Method of Sociology jako pierwsza zawierał jego koncepcję podziału socjologii na układy. Znaczącymi dziełami Znanieckiego są również dwa dzieła opublikowane tego samego roku (1952): Współczesne narody and Nauki o kulturze. Pierwsza z nich stanowi analizę ewolucji narodowo-kulturowy społeczeństw, natomiast druga jest teoretycznym badaniem relacji pomiędzy socjologią i innymi naukami. Znaniecki nigdy nie dokończył Socjologii Systematycznej, która zebrana została i opublikowana pośmiertnie jako Social Relations and Social Roles: The Unfinished Systematic Sociology (1965).

### w języku polskim
- Zagadnienie wartości w filozofii (Warszawa 1910)
- Humanizm i poznanie (Warszawa 1912)
- Upadek cywilizacji zachodniej. Szkic z pogranicza filozofii kultury i socjologii (Poznań 1921)
- Wstęp do socjologii (Poznań 1922)
- Socjologia wychowania (Tom I Warszawa 1928, Tom II Warszawa 1930)
- Miasto w świadomości jego obywateli (Poznań 1932)
- Ludzie teraźniejsi a cywilizacja przyszłości (Lwów-Warszawa 1934)
- Nauki o kulturze (Cultural Sciences. Their Origin Development, wyd. polskie Warszawa 1971)
- Chłop polski w Europie i Ameryce (The Polish Peasant in Europe and America, wyd. polskie Warszawa 1976)
- Społeczne role uczonych. Pisma wybrane (The Social Role of the Man of Knowledge, wyd. polskie Warszawa 1984)
- Pisma filozoficzne (Tom I Warszawa 1987, Tom II Warszawa 1991)
- Współczesne narody (Modern Nationalities, wyd. polskie Warszawa 1990)
- Rzeczywistość kulturowa (Cultural Reality, wyd. polskie Warszawa 1990)
- Społeczna rola studenta uniwersytetu (The Social Role of the University Student, wyd. polskie Poznań 1997)

### w języku angielskim
- The Polish Peasant in Europe and America (współautor: William I. Thomas, dzieło liczy 5 tomów, które ukazały się w latach 1918–1920)
- Cultural Reality (Chicago 1919)
- The Laws of Social Psychology (Warszawa-Kraków-Poznań 1926)
- The Method of Sociology (Nowy Jork 1934)
- Social Actions (Nowy Jork 1936)
- The Social Role of the Man of Knowledge (Nowy Jork 1940)
- Cultural Sciences. Their Origin Development (Urbana 1952)
- Modern Nationalities (Urbana 1952)
- Social Relations and Social Roles (San Francisco 1965)
- On Humanistic Sociology (wybór prac pod red. R. Bierstedta, Chicago i London 1969)
- The Social Role of the University Student (Poznań 1994)